# Ерли (Савона)
Ерли (итал. Erli) је насеље у Италији у округу Савона, региону Лигурија.
Према процени из 2011. у насељу је живело 184 становника. Насеље се налази на надморској висини од 326 м.

## Становништво
| 1936. | 1951. | 1961. | 1971. | 1981. | 1991. | 2001. | 2011. |
| ----- | ----- | ----- | ----- | ----- | ----- | ----- | ----- |
| 599   | 517   | 471   | 383   | 301   | 269   | 244   | 256   |